# Діго
Діго — це етнічна та лінгвістична група, що проживає біля узбережжя Індійського океану між Момбасою на півдні Кенії та Тангою на півночі Танзанії. 1994 року чисельність діго становила приблизно 305 000, при цьому 217 000 етнічних діго проживали в Кенії та 88 000 (за оцінками 1987 року) в Танзанії. Люди діго розмовляють мовою діго, яку самі називають чидіго, яка належить до мов банту. Вони входять до складу більшої етнічної групи міджікенда, яка охоплює дев'ять менших груп або племен, зокрема дуруму, гір'яму та інші. 
Жінки діго виконують величезний обсяг роботи, але їх усунуто від участі в політиці, релігії, проблемах споріднення та великих економічних операціях. 